# Asaphomyia floridensis
Asaphomyia floridensis är en tvåvingeart som beskrevs av Pechumann 1974. Asaphomyia floridensis ingår i släktet Asaphomyia och familjen bromsar.
Artens utbredningsområde är Florida. Inga underarter finns listade i Catalogue of Life.